# Даугавпилс округ
Даугавпилс округ (лет. Daugavpils rajons, рус. Даугавпилсский район) је округ у републици Летонији, у њеном југоисточном делу. Управно средиште округа је истоимени град Даугавпилс, који чини засебан округ. Округ северним делом припада историјској покрајини Латгале, а јужним покрајини Земгале.

Даугавпилс округ је унутаркопнени округ у Летонији. То је и гранични округ према Белорусији ка југоистоку и Литванији ка југозападу. На северозападу се округ граничи са округом Јекабпилс, на северу са Прејли и на истоку са округом Краслава. Град Даугавпилс се налази окружен округом, у његовом средишњем делу.
Округ Даугавпилс је изразито етнички мешовит, пошто Летонци и Руси чине близу 40%, Пољаци 10%, а Белоруси 7%.

## Градови
- Даугавпилс
- Шпоги
- Субате
- Илуксте
- Скрудалијена